# أحمد طالب حميد
الشيخ أحمد طالب حميد، أحد أئمة المسجد النبوي في المدينة المنورة. يمتاز بالتلاوة الحجازية.

## نبذة
أبوالزبير أحمد بن طالب بن عبد الحميد (حَميد) بن المظفر خان. ولد في مدينة الرياض عام 1401 للهجرة النبوية ويعتبر الشيخ ثاني أصغر أئمة الحرمين .

## نشأته
كان يحضر في صغره مجالس جده لأمه العلامة القاضي إمام المسجد النبوي الشيخ عبد المجيد بن حسن جبرتي، في المدينة النبوية والطائف، والذي كان يحضره لفيف من العلماء والقضاة والأدباء.

## تلاوة القرآن
تعلم القرآن ابتداءً على يد الشيخ المقرئ والمربي الفاضل حمد بن محمد الوهيبي، ثم على عدد من العلماء كالمقرئ العلامة محمد سيد بن محمد ساداتي الشنقيطي، والمقرئ العلامة محمد أبو رواش، والشيخ المقرئ عبد الله بن عبد الرحمن بن محمد الشثري، والشيخ المقرئ أشرف بن فوزي الشتيوي الحنبلي.
وأُجيز حفظا وتلاوة بقراءة عاصم براوييه شعبة عن عاصم وحفص بالتوسط، ورواية حفص عن عاصم بقصر المنفصل. كما أُجيز بمرويات عدد من العلماء كالشيخ العلامة إمام الحنابلة عبد الله بن عبد العزيز بن عقيل، والشيخ العلامة المحدث مفتي الديار الجنوبية أحمد بن يحيى النجمي، والشيخ العلامة المحدث وصي الله محمد عباس المكي، والشيخ المحدث عمر حسن فلاتة، والشيخ المتفنن المسند صالح بن عبد الله بن حمد العصيمي.

## العلم الشرعي
طلب العلم الشرعي في شتى فروعه على كثير من المشايخ والعلماء -سوى الذين ذُكروا- في الحرمين وغيرهما، ومن أبرزهم:
- الشيخ العلامة أبو بكر الجزائري.
- الشيخ العلامة عطية محمد سالم.
- الشيخ العلامة محمد المختار بن محمد الأمين الشنقيطي.
- الشيخ العلامة المتفنن عبد القادر شيبة الحمد.
- الشيخ العلامة المحدث عبد المحسن العباد .
- الشيخ عبد الرزاق بن عبد المحسن العباد.
- الشيخ حسين بن عبد العزيز آل الشيخ.
- الشيخ العلامة الفقيه محمد بن صالح العثيمين.
- الشيخ عبد العزيز بن عبد الله آل الشيخ.
- الشيخ العلامة عبد العزيز بن عبد الله الراجحي.
- الشيخ العلامة الأصولي عبد الله بن عبد الرحمن الغديان.
- الشيخ العلامة الفقيه صالح الفوزان.
- الشيخ العلامة عبد الله القصير.
- الشيخ العلامة عبد الله بن عبد الرحمن الجبرين.
- الشيخ صالح بن محمد اللحيدان.
- الشيخ الأصولي سعد الشثري.
- الشيخ العلامة المحدث عبد الكريم بن عبد الله الخضير.
- الشيخ الفقيه صالح بن غانم السدلان.
- الشيخ العلامة المتفنن يعقوب بن عبد الوهاب الباحسين.
- معالي الشيخ صالح بن عبد الله بن حميد.
- الشيخ العلامة البحر أحمد المرابط الشنقيطي.
- الشيخ المربي عصام بن عبد المنعم المري.
- الشيخ النحوي حسن حفظي.
- الشيخ النحوي سليمان بن عبد العزيز العيوني.

وغيرهم من الأساتذة والأشياخ. وما زال يختلف إلى مجالس العلم متعلما ومستفيدا.

## التحصيل الأكاديمي
درس في كلية الشريعة في جامعة الإمام محمد بن سعود الإسلامية  بالرياض، وحصل فيها على البكالريوس، ثم حصل على الماجستير من المعهد العالي للقضاء، قسم الفقه المقارن، وكانت الرسالة بعنوان: (الفروق الفقهية عند متأخري الحنابلة في الرهن) بإشراف الدكتور يوسف بن عبد الرحمن الرشيد، وحصل على درجة الامتياز مع مرتبة الشرف الأولى. وهو الآن في طور إعداد أُطروحة الدكتوراه في تخصص الفقه المقارن، من نفس المعهد. يعمل عضو دعوة في وزارة الشؤون الإسلامية بالرياض.

## إمامته
كلف بإمامة المصلين في صلاتي التراويح والتهجد بالمسجد النبوي في رمضان من عام 1434 مع الشيخ عبد الله البعيجان وبقية أئمة المسجد النبوي، وكانت  ليلة 15 رمضان 1434هـ الموافق 24 يوليو 2013م، هي أول صلاة يؤم الشيخ أحمد بن طالب بن حميد المصلين في المسجد النبوي. وصدرت موافقة خادم الحرمين الشريفين على تعيينه إماما في المسجد النبوي الشريف بصفة مستمرة يوم الأربعاء 9 أكتوبر 2013م الموافق 4 ذي الحجة 1434هـ.

## وصلات خارجية
صلاة التراويح من المسجد النبوي
- تراويح ليلة 16-9-1434هـ مع القنوت للشيخ أحمد طالب حميد(أول صلاة له)
- تراويح ليلة 18-9-1434 مع القنوت للشيخ احمد طالب حميد
- تراويح ليلة 20-9-1434 للشيخ أحمد طالب حميد
- تراويح ليلة 22-9-1434 للشيخ احمد طالب حميد
- تراويح 24 رمضان 1434 من المسجد النبوي للشيخ أحمد طالب حميد
- تراويح ليلة 26-9-1434 الشيخ أحمد طالب حميد
- تراويح ليلة 28-9-1434 الشيخ أحمد طالب حميد

صلاة التهجد للشيخ أحمد طالب حميد 1434هــ 2013 من المسجد النبوي
- تهجد ليلة 21-9-1434 الشيخ أحمد حميد
- تهجد ليلة 25-9-1434 الشيخ أحمد طالب حميد
- تهجد ليلة 27-9-1434 الشيخ أحمد طالب حميد